# Џони Гудро
Џон Мајкл Гудро (енгл. John Michael Gaudreau; Сејлем, 13. август 1993 — Олдменс Тауншип, 29. август 2024) био је професионални амерички хокејаш на леду који је играо на позицијама левокрилног нападача.
Био је члан сениорске репрезентације Сједињених Држава за коју је на међународној сцени дебитовао на светском првенству 2014. године.
Учествовао је на улазном драфту НХЛ лиге 2011. где га је као 104. пика у четвртој рунди одабрала екипа Калгари флејмса. Пре него што је заиграо за Флејмсе у НХЛ лиги три сезоне је провео играјући колеџ лигу за екипу Универзитета Бостон. У НХЛ лиги дебитовао је у сезони 2013/14, а већ наредне године, захваљујући одличним партијама у дресу Флејмса играо је и на ревијалној утакмици свих звезда лиге. Исте сезоне уврштен је и у идеални „руки тим” првенства.